# Chloraea
Chloraea je rod orhideja iz tribusa Chloraeeae, dio potporodice Orchidoideae. Postoji 52 vrsate endemičnih za Južnu Ameriku.

## Vrste
1. Chloraea alpina Poepp.
2. Chloraea apinnula (Gosewijn) Szlach.
3. Chloraea barbata Lindl.
4. Chloraea bella Hauman
5. Chloraea bidentata (Poepp. & Endl.) M.N.Correa
6. Chloraea biserialis Griseb.
7. Chloraea bletioides Lindl.
8. Chloraea boliviana (Rchb.f.) Kraenzl.
9. Chloraea calantha Kraenzl.
10. Chloraea castillonii Hauman
11. Chloraea chrysantha Poepp.
12. Chloraea cogniauxii Hauman
13. Chloraea crispa Lindl.
14. Chloraea cristata Lindl.
15. Chloraea cuneata Lindl.
16. Chloraea curicana Ravenna
17. Chloraea cylindrostachya Poepp.
18. Chloraea deflexa Ravenna
19. Chloraea densipapillosa C.Schweinf.
20. Chloraea disoides Lindl.
21. Chloraea elegans M.N.Correa
22. Chloraea fiebrigiana Kraenzl.
23. Chloraea × flavovirens G.A.Rojas & J.M.Watson
24. Chloraea fonkii Phil.
25. Chloraea galeata Lindl.
26. Chloraea gavilu Lindl.
27. Chloraea grandiflora Poepp.
28. Chloraea heteroglossa Rchb.f.
29. Chloraea lamellata Lindl.
30. Chloraea laxiflora Hauman
31. Chloraea lechleri Lindl.
32. Chloraea longipetala Lindl.
33. Chloraea magellanica Hook.f.
34. Chloraea major Ravenna
35. Chloraea membranacea Lindl.
36. Chloraea multiflora Lindl.
37. Chloraea multilineolata C.Schweinf.
38. Chloraea nudilabia Poepp.
39. Chloraea pavonii Lindl.
40. Chloraea philippii Rchb.f.
41. Chloraea phoenicea Speg.
42. Chloraea piquichen (Lam.) Lindl.
43. Chloraea praecincta Speg. & Kraenzl.
44. Chloraea prodigiosa Rchb.f.
45. Chloraea reticulata Schltr.
46. Chloraea riojana A.Sobral & Novoa
47. Chloraea septentrionalis M.N.Correa
48. Chloraea speciosa Poepp.
49. Chloraea subpandurata Hauman
50. Chloraea tectata Ravenna
51. Chloraea venosa Rchb.f.
52. Chloraea viridiflora Poepp.
53. Chloraea volkmannii Phil. ex Kraenzl.

## Sinonimi
- Asarca Poepp. ex Lindl.
- Bieneria Rchb.f.
- Chileorchis Szlach.
- Correorchis Szlach.
- Ulantha Hook.